# Turjanica
Turjanica je rijeka u Republici Srpskoj, koja izvire nadomak mjesta Branešci Donji. Ova rijeka se u svom daljem toku spaja sa rijekama Ćatića rijeka, Novakuša, Skakavac, Slatina, Bojana, Kamenica i Vukešnica, zatim se na kraju svog toka ulijeva u rijeku Vrbas kod mjesta Čardačani. Njena dužina je oko 50 km.